# Klallam

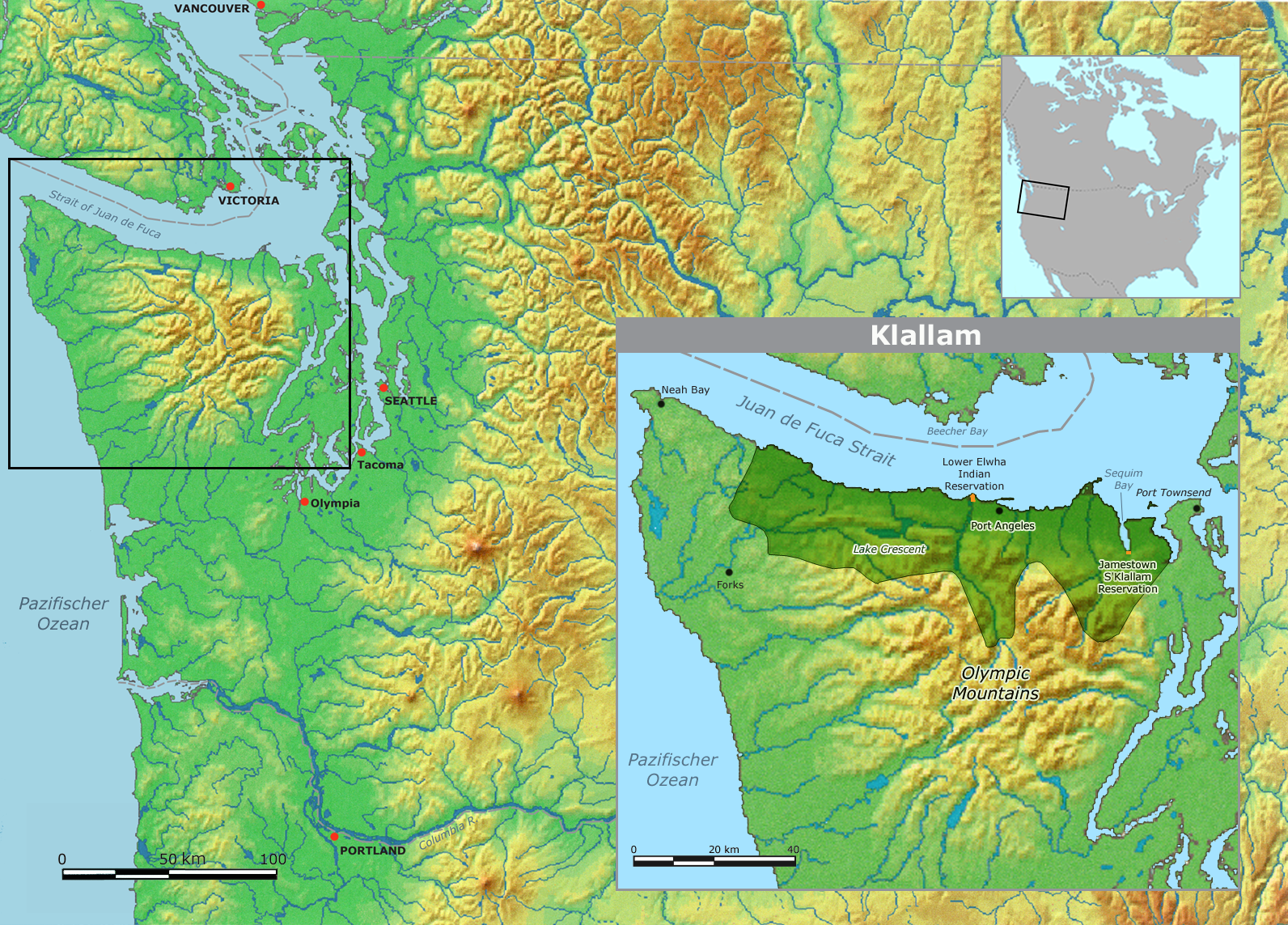
Traditionelles Territorium der Klallam und heutige Reservate

Die Klallam (auch Clallam oder S’Klallam) sind vier Stämme, von denen drei in den USA, im Bundesstaat Washington leben (genauer gesagt im Norden der Olympic-Halbinsel), einer im Süden der kanadischen Vancouver-Insel. Der kanadische Stamm lebt an der Beecher Bay.

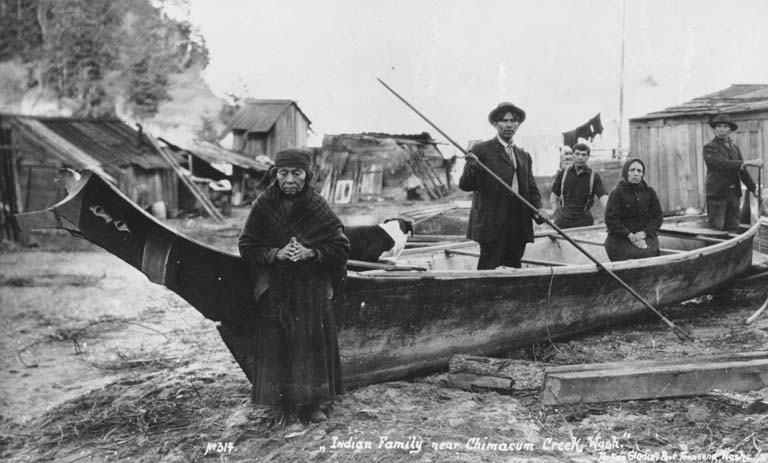
Die Hicks-Familie vor ihrem Kanu in der Nähe des Chimacum Creek

Die Klallam nennen sich selbst nəxʷsƛ̕ay̕əmúcən, was so viel wie „starkes Volk“ oder „mächtiger Stamm“ bedeutet. In den USA leben die Teilstämme um Lower Elwha, Jamestown (heute ein Teil von Dungeness), Port Gamble, in Kanada lebt die Beecher Bay First Nation in der gleichnamigen Bucht. Die vier Stämme gehören kulturell zu den Küsten-Salish.
Die Variante „Clallam“ wurde 1854 zum Namensgeber für das Clallam County im Staat Washington. Doch 1855 nannte man den Stamm im Point-No-Point-Vertrag „S'klallam“. Der S'Klallam-Stamm übernahm „S'Klallam“ als offiziellen Namen.

## Geschichte

### Frühgeschichte
Im nördlichen Washington gibt es seit rund 12000 Jahren Menschen, denn ein Mastodon, das hier 1977 bei Sequim gefunden wurde, wurde durch einen Speer erlegt, dessen Spitze noch vorhanden war.
Das Siedlungsgebiet der Klallam lag an den Küsten, nur wenige Dörfer lagen landeinwärts, dann jedoch an Seen und Flüssen. Die zehn bis dreißig Dörfer, die zum Teil nur saisonal bewohnt wurden, betrieben einen intensiven Handel, und teilten sich einige Plätze mit den Makah (bis zum Hoh River) und den Twana (bis zum Hamma Hamma River am Hood Canal). Mit den Chimakum teilte man sich die Quimper Peninsula. Der Handel wurde, wie überall an der Westküste, überwiegend auf Kanus bewältigt, wobei auch die Kanus selbst Handelsobjekte darstellten. Die Klellam beherrschten sowohl die Kanus vom Küsten-Salish-Typ, die eher für ruhigere Gewässer geeignet waren, als auch die vom Chinook-Typ, die hochseetauglich waren. Doch handelte man auch mit den Yakima, die nur über das Küstengebirge zu erreichen waren. Diese ertauschten etwa Muschelketten zum Schmuck ihrer Pferde. Mit den Küsten-Salish florierte vor allem der Handel mit Pelzen und Fett.
Doch betrieben die Klallam nicht nur Handel, sondern es kam auch zu langwierigen Auseinandersetzungen. Daher bauten sie Dörfer mit Doppelpalisaden aus gespaltenen Baumstämmen.
Enge Beziehungen bestanden zu Stämmen jenseits der Juan de Fuca Strait, im heutigen Kanada. Daher war ihr Dialekt nahe mit dem der Songhees auf Vancouver Island verwandt. Dies ist wohl auf eine Südwanderung der Klallam aus diesen Gebieten zurückzuführen, wobei eine Gruppe diese noch im 19. Jahrhundert fortsetzte und im Gebiet der Lummi, bei Marietta wohnte. Auch stritten sie mit den Skagit um Gebiete auf Whidbey Island.

### Kontakt mit Europäern
Die ersten europäischen Frauen im Gebiet der Klallam strandeten 1775 nach einer Schiffshavarie an der Küste. Eine von ihnen, die später Sally the First genannt wurde, heiratete einen Klallam. Ihre weiblichen Nachkommen erhielten den gleichen Namen, nur mit dem Zusatz, die Zweite, die Dritte. Aus dieser Linie stammte Annie Jacobs, die mit 15 den 55-jährigen Schweden Charlie Lambert († 1887) heiratete. Eine ihrer vier Töchter war Mary Ann Lambert Vincent (1878- 27. Oktober 1966), die zu einem Achtel Klallam war, und die darüber berichten konnte.
Robert Duffin war wohl im Juli 1788 als erster europäischer Mann im Klallam-Gebiet auf Vancouver Island. Manuel Quimper ging mit seinem Schiff, der Princesa Real, am 21. Juli 1790 in der Freshwater Bay nahe dem Elwha River vor Anker. Quimper wurde von zwei Kanus empfangen, man bot ihm Beeren und andere Güter gegen Eisenstücke an, die in der Region von hohem Wert und selten waren. Am 2. August 1791 erhielt die Bucht den Namen Nuestra Señora de Los Angeles.
Die Zahl der Klallam wird für diese Zeit auf rund 2.400 bis 3.200 geschätzt, doch muss ihre Zahl schon beim ersten Kontakt mit den Spaniern dramatisch eingebrochen sein. 2005 wurden bei Tse-whit-zen im Gebiet der Lower Elwha Klallam mindestens 335 Skelette gefunden, die anscheinend auf die schwere Pockenepidemie zurückgehen, die die Spanier eingeschleppt haben. Unter den Skeletten wurde auch das eines Hundes gefunden und das einer Frau, die wahrscheinlich europäischer Abkunft war. Offenbar war die Katastrophe so erschütternd, dass die Toten besonderen Ritualen unterworfen wurden, indem z. B. der Kopf abgetrennt wurde. Ob es sich um eine Art „Bestrafung“ für das Versagen vor oder gar für das Einschleppen der Epidemie handelte, ist unklar.
Normalerweise liegen die Toten so, dass ihre Knie ans Kinn reichen. Sie stecken in Zedernholzmatten oder -kisten, ausgestattet mit Medizin, Werkzeugen und ihnen zu Lebzeiten wichtigen Dingen. Offenbar gab es bei den Pockentoten keinerlei Vorbereitung. Sie wurden übereinander gelegt, zum Teil wie sich umarmend, auch eine Schwangere war dabei.
An vielen Stellen entlang der Pazifikküste bemerkten die Expeditionsteilnehmer von George Vancouver 1792, dass die Pocken grassiert hatten. Sie tauschten bei den Klallam Wild und Fisch gegen Kupfer und Schmuck.
Die ersten Kontakte mit Europäern brachten weitere Epidemien wie Masern, Grippe, später Tuberkulose. So schätzte die Hudson’s Bay Company die Zahl der Klallam 1845 nur noch auf 1.760, zehn Jahre später auf 926. 1828 kam es zu einem heftigen Konflikt, bei dem Klallam fünf Fallensteller der Company töteten, woraufhin Briten am 1. Juli unter Führung von Alexander Roderick McLeod zwei Klallamfamilien umbrachten.

### USA

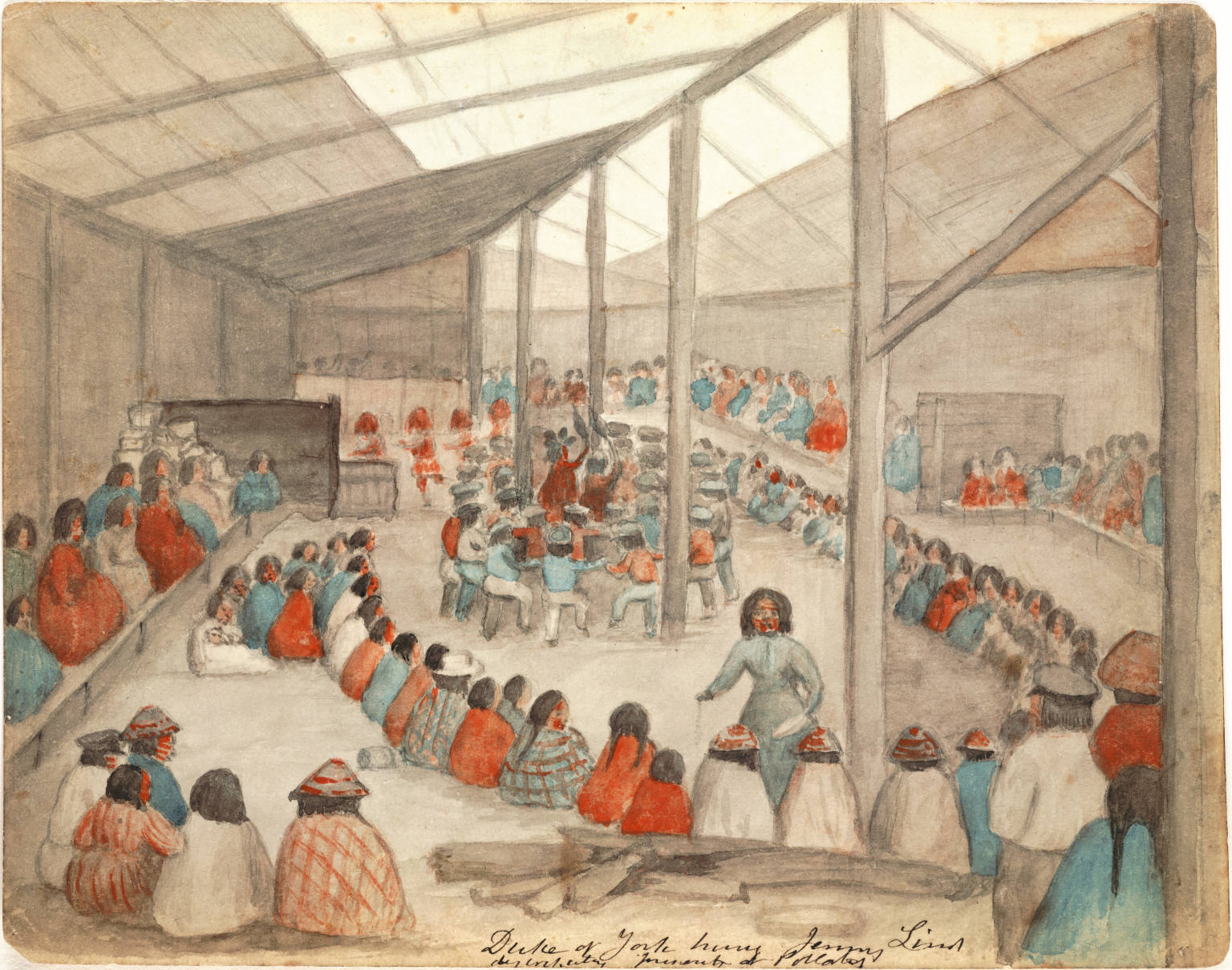
Klallam-Häuptling Chetzemoka (genannt der „Duke of York“) mit einer seiner Frauen namens Jenny Lind beim Potlatch in Port Townsend, Washington, James Gilchrist Swan (1818–1900), Wasserfarben, Mai 1859 (Yale Collection of Western Americana, Beinecke Rare Book and Manuscript Library, Yale, Bibliographic Record Number 2003195)

Weiterhin litten die Klallam unter den Raubzügen der Tsimshian, die die Grenze zu den USA keineswegs respektierten. So zahlten die USA den Tsimshian einen Goldpreis, um sie von weiteren Überfällen abzuhalten. Noch 1868 wurden 26 Klallam-Krieger zu Zwangsarbeit verurteilt, weil sie Tsimshians angegriffen hatten. Dennoch waren die Beziehungen zu den USA friedlich, da Häuptling Chitsamakkan (Chetzmokha) ihnen wohlgesinnt war. Er war als Duke of York bekannt und mit zwei Frauen verheiratet, von denen eine als Queen Victoria bekannt war, die andere als Jenny Lind.
Schon 1853 zählten die Klallam wohl nur noch 800 Menschen – so schätzte der Völkerkundler George Gibbs, der acht Dörfer aufzählte, staatliche Quellen schätzten sie auf 400. 1881 kam man insgesamt nur noch auf 485, in der kanadischen Beecher Bay gar nur noch auf 75 Menschen. Einer der Häuptlinge hatte Gibbs berichtet, dass sie früher 140 Kanus besaßen, die 2.240 Mann tragen konnten. Ihr Häuptling war Lach-ka-nam, auch Lord Nelson genannt. Er war zu dieser Zeit allerdings schon zugunsten seines Sohne sS'Hai-ak oder King George zurückgetreten. Es bestand offenbar eine große Vorliebe für britische Namen, aber auch amerikanische tauchten auf. So trug einer von ihnen den Namen James K. Polk nach dem amerikanischen Präsidenten.
Die Klallam um Port Gamble wurden bereits 1853 aus ihrem Dorf verdrängt, als Captain Josiah P. Keller in Port Gamble ankam, um seine Puget Sound Mill Company aufzubauen. Das Unternehmen wollte aus den Douglasienbeständen Gewinn ziehen. Nach Verhandlungen zog der Stamm nach Point Julia, einem Dorf, das bald Bürgersteige, eine Schule und eine Kirche erhielt, während die Männer in der Sägemühle arbeiteten. Man nannte den Ort bald „Little Boston“. Ihr Dialekt heißt bis heute Little Boston Klallam.
Mit dem Vertrag von Point no Point vom 26. Januar 1855 sollten die Klallam gegen Zahlung von 60.000 Dollar in das Reservat der Skokomish umziehen, doch wehrten sie sich dagegen, genau 438.430 Acre Land abzutreten. Zudem war das Land schlechter als ihres und gehörte ihren Feinden. Ähnlich erging es den Mitunterzeichnern, den Chimakum und Kokomis, wobei erstere inzwischen einen so kleinen Stamm darstellten, dass sie als Unterstamm (sub-tribe) der Klallam galten. Doch noch 1856 wehrten sich die Lower Elwha Klallam handgreiflich gegen die Inbesitznahme eines 320-Acre-Besitzes durch Captain Alesander Sampson, denn sein Grundstück lag auf einer Begräbnisstätte. Offenbar waren sie damit erfolgreich, denn 1865 existierte der Friedhof noch. Außerdem nahmen sie das Gebiet der fast ausgestorbenen Chimakum zwischen 1855 und 1857 in Besitz.
Der Indianeragent Michael Simmons empfahl 1859, dass die „Clallams, living on the straits of Fuca be allowed a reserve at Clallam Bay“. Doch die Clallam Bay wurde, wie die gesamte Küste, 1862 erneut von einer schweren Pockenepidemie heimgesucht, der allein hier Hunderte zum Opfer fielen.
Derweil nahm der Druck der weißen Siedler, vor allem ab 1870, zu. Das galt insbesondere nach dem Massaker am Dungeness Spit an den Tsimshian. Auslöser war die Entführung einer Frau und eines Sohnes des Lame Jack. Die Rache kostete 17 Tsimshian das Leben und trug zahlreichen Klallam Gefängnis und Zwangsarbeit ein. Zusätzlich begann eine öffentliche Debatte über die Frage der fehlenden Missionierung unter den Klallam.

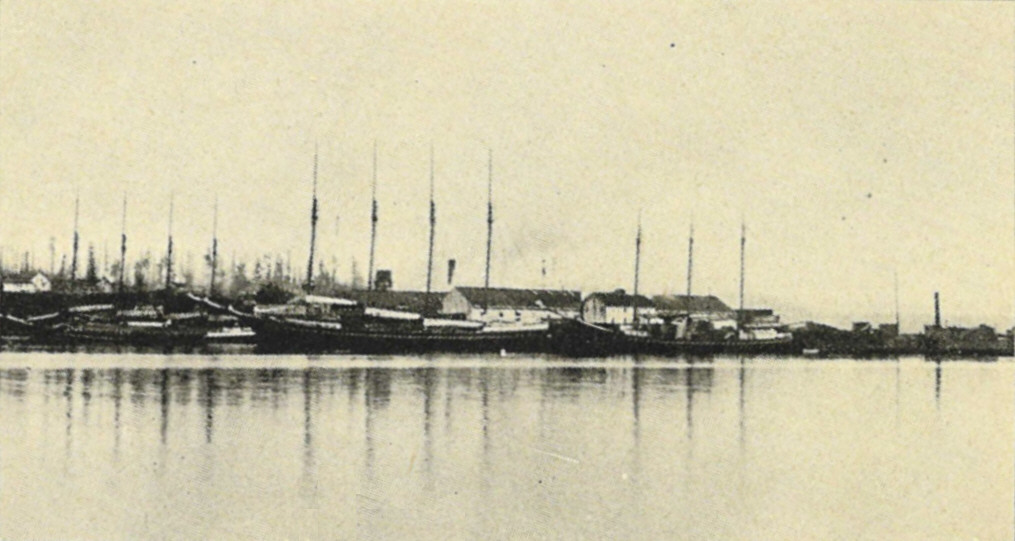
Port Gamble um 1900

Die Klallam um Jamestown haben sich 1874 von den übrigen Klallam abgespalten, als sie 210 Acre Land kauften, um nicht von den weißen Siedlern verdrängt zu werden. Der Ort wurde nach Lord James Balch benannt, der den ansonsten Indianern verbotenen Landkauf übernahm. Sein Vater hatte den Vertrag von 1855 unterschrieben. Für den Kauf sammelten sie 500 Golddollar. 1914 lebten hier etwa 240 Klallam, in Port Gamble weitere 90.
Einer der Flüsse mit den meisten und den größten Lachsen war der Elwha River. Doch 1910–13 baute man einen Damm, der in den 1920er Jahren durch einen zweiten ergänzt wurde. Sie dienten der Wasserbevorratung und der Stromproduktion für die Holzindustrie und für die Stadt Port Angeles. 1910 mussten die Klallam noch eine Genehmigung zum Fischen erwerben. Da sie aber keine US-Staatsbürger waren fehlte, konnten sie keine Lizenz bekommen. Nachdem sie die Staatsbürgerschaft 1924 erhielten, wie alle Indianer in den USA, weigerte sich der Staat Washington weiterhin, ihnen die Fischrechte zu verkaufen.
Als 1920 die Washington Pulp and Paper Corporation ihr Werk errichten wollte, wurden bedenkenlos hunderte von Knochen entfernt.
1935–1939, während der Zeit des Indian Reorganization Act, stellte man die Klallam von Jamestown vor die Wahl, mit den übrigen Klallam in ein Reservat zu ziehen und als Stamm anerkannt zu werden, oder zu bleiben. Sie entschieden sich zu bleiben. Dabei mussten sie in Kauf nehmen, dass mangels Anerkennung als Stamm, ihre Jagd- und Fischgebiete auch von anderen genutzt werden durften. Daher bemühten sie sich ab 1974 erneut um Anerkennung. Sie wurden jedoch erst 1981 als Stamm (Tribe) anerkannt. Ihr Reservat umfasst nur 14,5 ha um die Sequim Bay (spr. Skwim) am Ostrand des Clallam County. 2007 umfasste der Stamm 574 Mitglieder. Er betreibt das Seven Cedars Casino.
Dem Lower Elwha Klallam Tribe kaufte die US-Regierung ihr Land 1936 ab. Das heutige Reservat entstand erst 1968. Seit 1999 gibt es die Port Angeles High School, an der wieder die Sprache (inzwischen auch die neu entwickelte Schrift) der Klallam unterrichtet wird. Mit Hilfe des Linguisten Timothy Montler und inzwischen auch staatlicher Mittel, versucht der Stamm seit zehn Jahren seine Sprache zu retten. Diese Unterstützung basiert auf dem Native American Languages Act von 1990, das den Gebrauch und die Entwicklung der „native languages“ fördert. Dennoch gibt es vielleicht noch vier Menschen, die Klallam flüssig sprechen.
Ein anderes wichtiges Gesetz erging 1974. Es bestimmte, dass die Hälfte aller Fische an die Stämme der Nordwestküste gehen mussten (Boldt decision). Noch 1970 hatten die Klallam eine Entschädigung von 385.820 Dollar für ihr Land erhalten.
1978 fielen bei einer Untersuchung des Elwha-Dammes Zeichen von Baufälligkeit auf. Man begann Erwägungen, ihn und den 13 Kilometer weiter flussaufwärts gelegenen Glines-Canyon-Damm im Olympic National Park abzureißen. 2002 wurde dies beschlossen; in den Jahren 2009 bis 2014 wurden die beiden Dämme schrittweise entfernt und das Wasser aus den Stauseen abgelassen.
1200 Königslachse wanderten schon 2013 flussaufwärts. Der Fischreichtum und die Vielfalt an Fischarten kehrten schnell zurück.
Neben den drei in den USA anerkannten Klallam-Stämmen der Jamestown, Lower Elwah und Port Gamble existiert noch eine vierte Gruppe, die im Clallam General Council organisiert ist, doch ist diese Gruppe nicht als Stamm anerkannt.

### Kanada
Die Volkszählung von 1881 ergab bei der kanadischen Gruppe, der Beecher Bay First Nation, folgendes Bild: Ihr Häuptling war Kla-a-hum, der zu dieser Zeit 50 Jahre alt war. Quit-ka mum war ihr Medizinmann (medicine man). 12 Männer gaben an Fischer zu sein, 7 Farmarbeiter. Die 23 Familien waren für die Verhältnisse der Zeit eher klein und umfassten maximal sechs Mitglieder. 1877 war ihnen das Reservat zugewiesen worden.
Die McKenna-McBride-Kommission bestimmte, dass von den drei Reservaten eines aufgelöst werden sollte. Reservat Nr. 1 mit 502 Acre, und Nr. 2 mit 235 Acre sollten weiterhin bestehen, Nr. 3 – am Creyke Point gelegen – sollte eingezogen werden. Es handelte sich im Einzelnen um Lamb Island (0,50 Acre), Fraser Island (14), Village Island (3) und weitere, nicht näher bezeichnete Inseln von 2, 4 und 1 Acre Fläche. Rechtskraft erhielten diese Vorschläge 1923.
Ihre Fischereirechte sind bis heute ungeklärt. Im Jahr 2000 unterstützten sie durch ostentativen Fischfang und -verkauf die Mi'kmaq an der Ostküste in ihrem Kampf um die gleichen Vertragsrechte.

### Wasserschutzprojekt
Das Insel-Reservat der Port-Gamble-S'Kallam wird zunehmend durch Umweltverschmutzung bedroht. David R. Fuller, ein Geologe an den sich der Stamm um Hilfe wandte, stellte 2001 auf zwei Kongressen in London und Edinburgh die Ansätze und Projekte vor, bei denen geologisches Wissen und indianische Naturverbundenheit vereint werden sollten. Fuller wurde zum Wasserressourcen-Manager der Klallam und der Suquamish berufen.
Eine große Mülldeponie in der Nähe des Reservats sollte von Port-Gamble-S'Kallam und dem Bundesstaat Washington, der Landeigentümer ist, untersucht werden. Das Gleiche galt für die Feuchtgebiete und die Lachswanderungen. Suquamish und Port-Gamble-S’Klallam haben dabei eine Führungsrolle bei Wasserressourcen-Studien, -Planung und bei der technischen Beratung übernommen.